# Cerceis granulata
Cerceis granulata är en kräftdjursart som beskrevs av Pillai 1954. Cerceis granulata ingår i släktet Cerceis och familjen klotkräftor. Inga underarter finns listade i Catalogue of Life.